# Zweefvliegclub Eindhovense Studenten
Zweefvliegclub Eindhovense Studenten (ZES) is een Nederlandse studentensportvereniging opgericht op 27 maart 1963 door vier studenten van de Technische Universiteit Eindhoven die allen in het bezit van een zweefvliegbewijs waren.
De vereniging vliegt vanaf Luitenant-generaal Bestkazerne (voorheen Luchtmachtbasis De Peel) gelegen op de grens van de provincies Noord-Brabant en Limburg. Met ruim honderd leden (student en oud-student) is ZES de grootste studentenzweefvliegvereniging van Nederland.
ZES is sinds 1996 een combinatieclub met de Koninklijke Luchtmacht Zweefvliegclub De Peel.

## Vloot
| Type zweefvliegtuig | Zitplaatsen | Registratie | Callsign | Soort zweefvliegtuig |
| ------------------- | ----------- | ----------- | -------- | -------------------- |
| Ls-4b               | 1           | PH-1016     | Z1       | Prestatie-eenzitter  |
| Grob Twin III Acro  | 2           | PH-1134     | Z2       | Opleidingstweezitter |
| HpH 304C            | 1           | PH-1259     | Z3       | Prestatie-eenzitter  |
| Ka-8b               | 1           | PH-421      | Z4       | Overgangstrainer     |
| ASK-21              | 2           | PH-1606     | Z5       | Opleidingstweezitter |
| SZD-51-1 "Junior"   | 1           | PH-980      | Z6       | Overgangstrainer     |